# Чёрные ирландцы

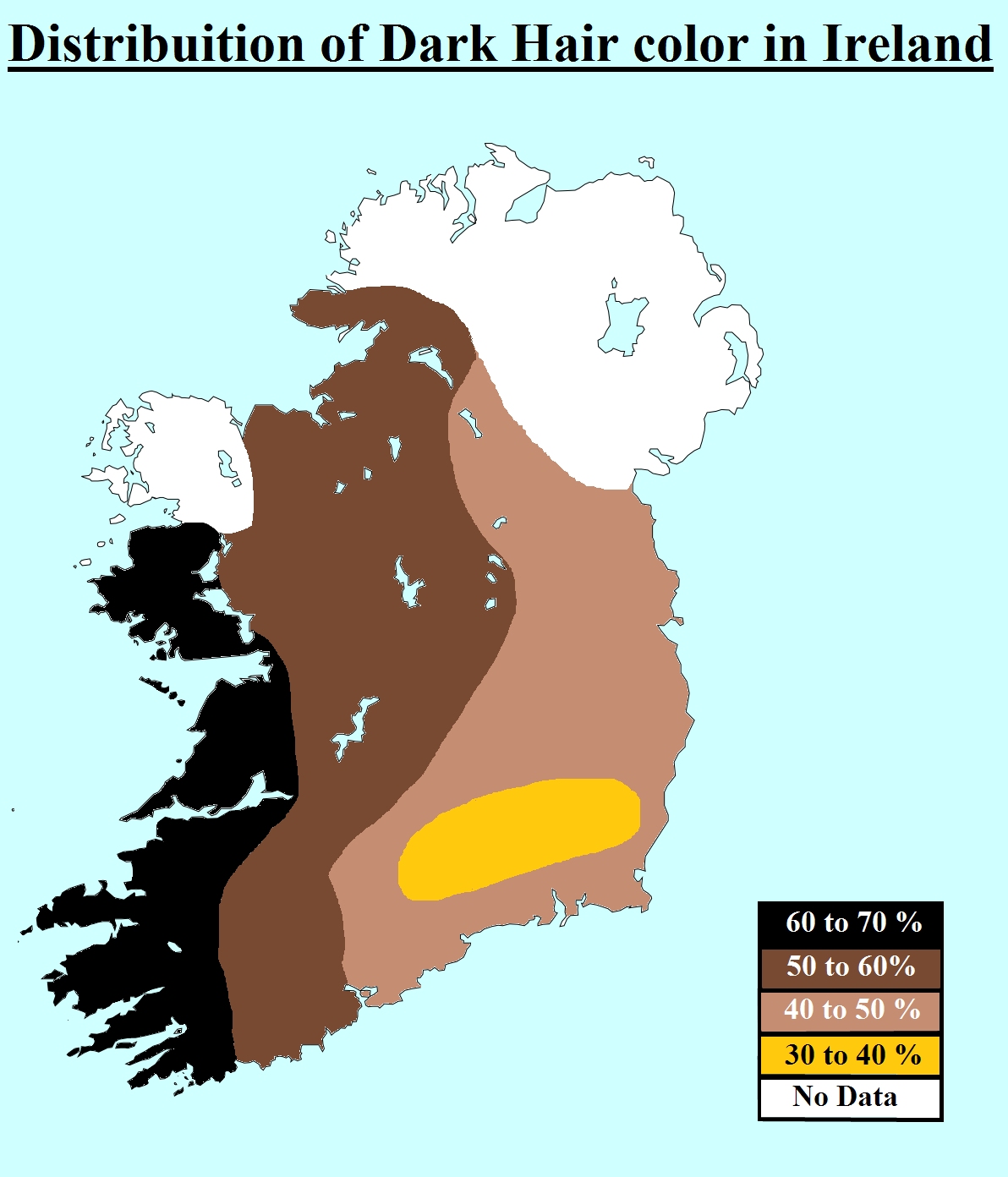
Распределение темноволосых по Ирландии

Чёрные ирландцы (англ. Black Irish) — термин, который применяется американскими ирландцами для людей ирландского происхождения с тёмно-каштановыми или чёрными волосами, которые отличаются от стереотипа рыжеволосого ирландца.
Термин распространён прежде всего в США, но применяется также в Австралии, Канаде и Великобритании. При этом обозначение не имеет какой-либо негативной коннотации, а лишь описывает тип внешности. Термин был в обращении среди ирландских эмигрантов и их потомков на протяжении веков. Тем не менее, как объект дискуссии, он почти никогда не упоминается в Ирландии.

## Происхождение
- Существует множество теорий о происхождении «чёрных ирландцев»[2]. Одна из них (больше, впрочем, похожая на легенду) предполагает, что «чёрные ирландцы» являются потомками испанских моряков Непобедимой Армады, нашедших прибежище на западных берегах Ирландии после её поражения в 1588 году.
- В недавно изданных книгах (Blood of the Isles by Bryan Sykes and The Origins of the British — A Genetic Detective Story by Stephen Oppenheimer) авторы выдвигали тезис о том, что древние жители Ирландии пришли с Пиренейского полуострова во время мезолита и неолита.
- Также существует теория, что термин появился вследствие эмиграции в Америку сотни тысяч ирландских крестьян, после Великого голода 1845—1849 годов. 1847 год был известен как «чёрный 47». Упадок картофеля, уничтоживший основной источник средств к существованию, превратил жизненно важные продукты в чёрный цвет. Вполне возможно, что прибытие большого количества ирландцев после голода в Америку, Канаду, Австралию и за их пределами привело к тому, что они были отмечены как «чёрные», поскольку они избежали этого нового вида чёрной смерти[1].

## В культуре
- Фильм Брэда Гэнна «Черный ирландец» (Black Irish[англ.]) 2007, о противостоянии двух братьев бостонских ирландцев. Старший Терри, погружается в мир преступности, младший брат Коул мечтает о карьере бейсболиста[3].